# Zelotes wuchangensis
Zelotes wuchangensis är en spindelart som beskrevs av Schenkel 1963. Zelotes wuchangensis ingår i släktet Zelotes och familjen plattbuksspindlar. Inga underarter finns listade i Catalogue of Life.